# Arrivi e partenze (programma televisivo)
Arrivi e partenze è stato un programma televisivo andato in onda dal 1953 al 1955 sul Programma Nazionale. È stato il primo programma ad essere trasmesso dalla Rai dopo l'inizio delle trasmissioni ufficiali. 
Il programma ha segnato anche il debutto televisivo del presentatore italo-statunitense Mike Bongiorno, e del regista Antonello Falqui. Dopo alcune prove sperimentali nel 1953, la prima puntata del programma, è andata in onda alle 14:30 di domenica 3 gennaio 1954, subito dopo la cerimonia inaugurale delle trasmissioni ufficiali. L'altro intervistatore del programma è stato Armando Pizzo, giornalista Rai.

## Format
Bongiorno, scelto personalmente dal direttore generale della Rai Vittorio Veltroni, e Pizzo intervistano personaggi italiani e internazionali in partenza o in arrivo negli aeroporti e nei porti italiani.